# Tiko Tiko
Ernesto Huertas Carrillo (Bogotá-16 de mayo de 1946), mejor reconocido por su nombre artístico, "Tiko Tiko" es un payaso colomboecuatoriano conocido por sus programas infantiles en Ecuador. Su nombre artístico deriva de su nombre real, Ernesto, debido a que en Colombia se les dice de cariño Tiko.[cita requerida]

## Carrera
Se crio en Bogotá, y llegó al Ecuador en 1973. Trabajó para Telesistema como animador, cantante y actor. En los años 80 condujo un programa infantil llamado Tiko Tiko, con el que popularizó al personaje, con canciones infantiles, teniendo a su haber más de 70,[cita requerida] entre las cuales se encuentra Sistema solar, El árbol, Aseo personal, El lápiz, etc. Estuvo fuera de Ecuador por 8 años, luego en 1999 regresó y volvió a conducir el mismo programa en diferentes canales de televisión, hasta llegar a la actualidad en TC Televisión desde 2021.
Llegó al Ecuador en 1973 para la inauguración del Hotel Manta Imperial (desaparecido en el  terremoto de 2016) junto con Claudia de Colombia. Posterior a su presentación le ofrecieron tener un show para televisión el cual aceptó.
En noviembre de 2003, presentó un show infantil junto a Peluquín el Payaso Cantarín, donde dieron a conocer sus trabajos discográficos, en el Coliseo Abel Jiménez Parra.
En 2016, incursiona en la política al figurar en las listas de candidatos a la Asamblea Nacional de Ecuador por la provincia del Guayas del Partido Socialista Frente Amplio. Para ello, adoptó el nombre de "Tikotiko" para ser mejor identificado en las papeletas electorales. Sin embargo, no consiguió ganar las elecciones, a causa de las fuertes polémicas presentes entre la ciudadanía ecuatoriana, debido a su ocupación principal.